# Mallnitzer Straße
Die Mallnitzer Straße (B 105) ist eine Landesstraße in Österreich. Auf einer Länge von 7,5 km führt sie vom Mölltal nach Mallnitz zur Autoverladung der Autoschleuse Tauernbahn.

## Geschichte
Die Mallnitzer Straße gehört seit dem 1. Jänner 1949 zum Netz der Bundesstraßen in Österreich. Die Ortsdurchfahrt in Mallnitz blieb als Landesstraße Nr. 8 jedoch im Verantwortungsbereich des Landes. Diese Landesstraße, die ebenfalls Mallnitzer Straße genannt wurde, wird seit 1977 wegen ihrer Verlängerung bis zur Talstation der Ankogelbahn als Ankogel Straße bezeichnet.